# Jacek Moll
Jacek Jan Moll (ur. 6 maja 1949 w Poznaniu) – polski lekarz, kardiochirurg dziecięcy, profesor nauk medycznych, kierownik Kliniki Kardiochirurgii Instytutu Centrum Zdrowia Matki Polki w Łodzi. Uczeń Zbigniewa Religi. Syn Jana Molla, mąż Jadwigi Moll.

## Życiorys
W 1967 ukończył XIX Liceum Ogólnokształcącym w Łodzi. Absolwent Wydziału Mechanicznego Politechniki Łódzkiej (magister inżynier z 1974). Następnie – za namową żony, która studiowała już medycynę – rozpoczął studia na Wydziale Lekarskim Akademii Medycznej w Łodzi; dyplom lekarza uzyskał 1981.
W latach 80. współpracował z opozycją demokratyczną, przechowywał matryce i druki niezależne. W 1981 organizował wystawę fotografii własnych i Krzysztofa Wojciechowskiego dokumentujących protesty uliczne z 1956, 1970 i 1976.
Doktoryzował się w 1987 w Akademii Medycznej w Łodzi na podstawie pracy Badania doświadczalne nad ograniczeniem wielkości zawału u psa poprzez selektywną arterializację żył serca. Stopień doktora habilitowanego uzyskał na tej samej uczelni w 1999 w oparciu o rozprawę zatytułowaną Korekcja anatomiczna w przełożeniu wielkich pni tętniczych u noworodków i niemowląt z zastosowaniem własnych modyfikacji chirurgicznych. W 2006 otrzymał tytuł profesora nauk medycznych.
Po studiach Jacek Moll rozpoczął pracę w Klinice Kardiochirurgii Instytutu Kardiologii Akademii Medycznej w Łodzi. W 1987 został zatrudniony w Klinice Kardiochirurgii Śląskiej Akademii Medycznej pod kierunkiem Zbigniewa Religi.
Specjalizował się w zakresie chirurgii ogólnej (I stopnia w 1987), a także kardiochirurgii (II stopnia w 1990). Również w 1990 został mianowany ordynatorem Oddziału Kardiochirurgii w Szpitalu Centrum Zdrowia Matki Polki w Łodzi. W 1998 objął funkcję Kierownika Kliniki Kardiochirurgii. Zajął się m.in. projektowaniem sztucznych zastawek serca oraz korekcją wrodzonych wad serca u dzieci w najmłodszym wieku.
Opublikował około 100 pozycji naukowych. W 1992 współtworzył Towarzystwo Przyjaciół Dziecka z Wadą Serca. Jest członkiem licznych międzynarodowych towarzystw lekarskich, a także Polskiego Towarzystwa Kardiologicznego, Akademii Inżynierskiej w Polsce i Polskiego Towarzystwa Kardio-Torakochirurgów.

## Życie prywatne
Żonaty z Jadwigą Moll, profesor nauk medycznych; mają syna i trzy córki.

## Odznaczenia i wyróżnienia
- Złoty Inżynier „Przeglądu Technicznego” (2004)
- Tytuł „Łodzianin Roku 2009”[8] (2010)
- Nagroda św. Kamila (2010)[1]
- Order Uśmiechu (2008)[1]
- Pro Ecclesia et Pontifice (2021)[9]
- Tytuł honorowego obywatela Łodzi (2023)[10]
- Tytuł doktora honoris causa Politechniki Łódzkiej[11]